# Ван дер Стаппен, Пьер Шарль
Пьер Шарль Ван-дер-Стаппен (Пьер Шарль ван дер Стаппен) (фр. Charles van der Stappen; 19 декабря 1843[…] или 19 сентября 1843, Сен-Жосс-тен-Ноде — 21 октября 1910[…], Брюссель) — бельгийский скульптор, педагог, ректор Королевской Академии изящных искусств в Брюсселе (с 1898).

## Биография
В 1859—1868 годах обучался в Королевской Академии изящных искусств в Брюсселе, впоследствии её директор. С 1869 года регулярно выставлялся в Брюссельском салоне. В течение десяти лет регулярно посещал и жил в Париже, Флоренции и Риме.
Стал признанным авторитетом новой бельгийской школы скульптуры. В 1893 года сотрудничал с Константином Менье, работая над украшением Ботанического сада Брюсселя. С 1894 по 1898 годы под их руководством было выполнено 52 скульптуры (животные и растения, времена года, фонари и фонтаны).
Преподавал в академии. Ректор Королевской Академии изящных искусств в Брюсселе (с 1898).
Его работы созданы под вдохновением классической греческой и ренессансной скульптуры, приближаются к реалистической и даже символической скульптуре того времени.
Автор портретных бюстов, фигур мифологического характера и ряд монументально — декоративных работ для украшения Брюсселя. Ему принадлежат памятники и статуи Александру Жандебьену (1874), Теодору Барону, Вильгельму I Оранскому, статуи-аллегории Льежа и Антверпена в Парке пятидесятилетия (Брюссель).
Автор «Загадочного Сфинкса» (1897) одного из главных символов искусства модерна. Эта изысканная скульптура, украшающая сегодня Брюссельский Музей искусства и истории, была создана для Почётного Салона Колониальной выставки в Тервюрене в 1897 году, которая была одной из основных составных частей Всемирной выставки в Брюсселе.
Работы Пьера Шарля Ван-дер-Стаппена характеризуются обычным в его эпоху налетом «академического натурализма».
Среди его учеников скульпторы Виктор Руссо и Рик Воутерс.

## Избранные произведения

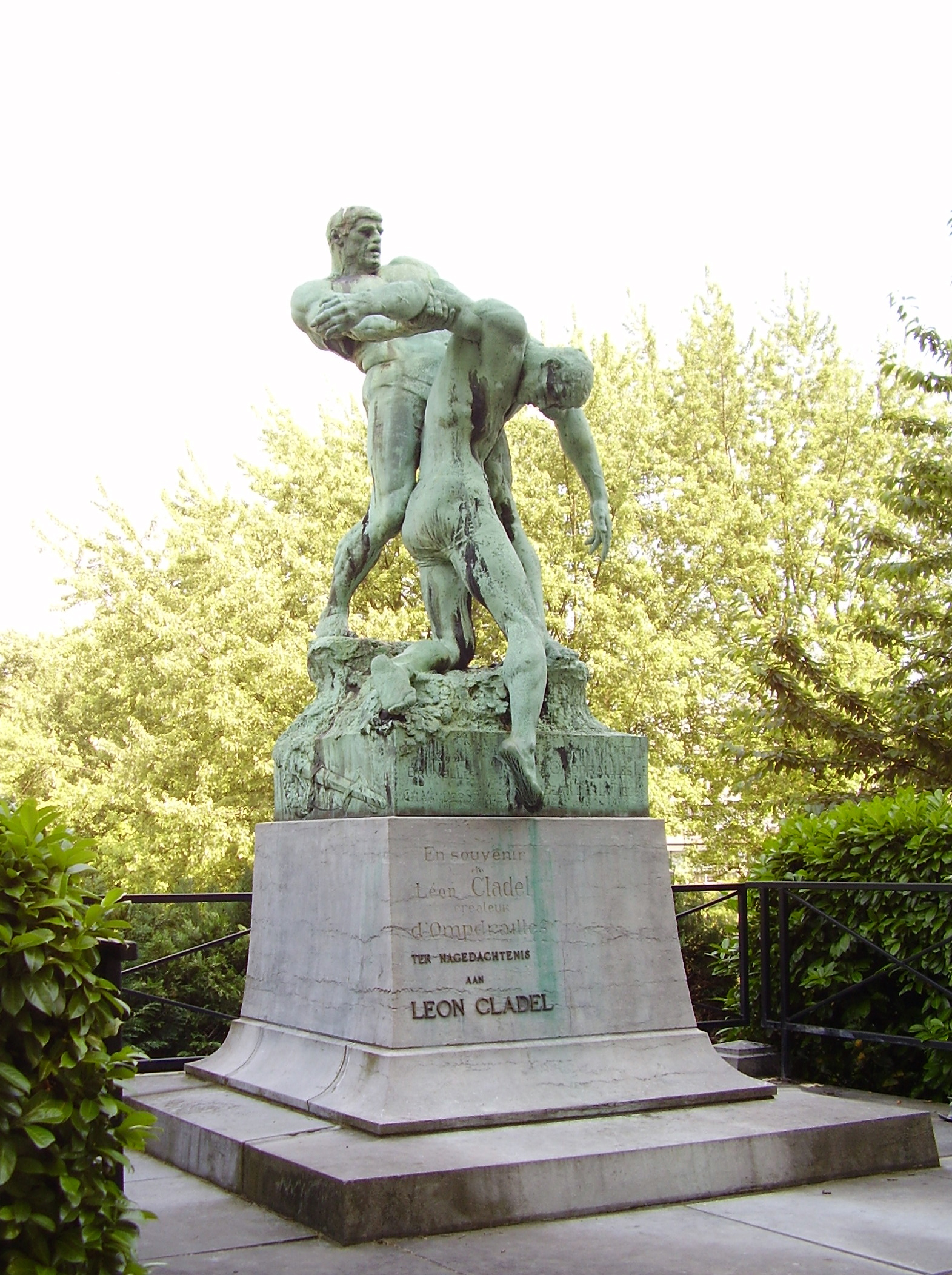
Памятник в Брюсселе в честь поверженного атлета Ompdrailles - героя романа Леона Кладеля
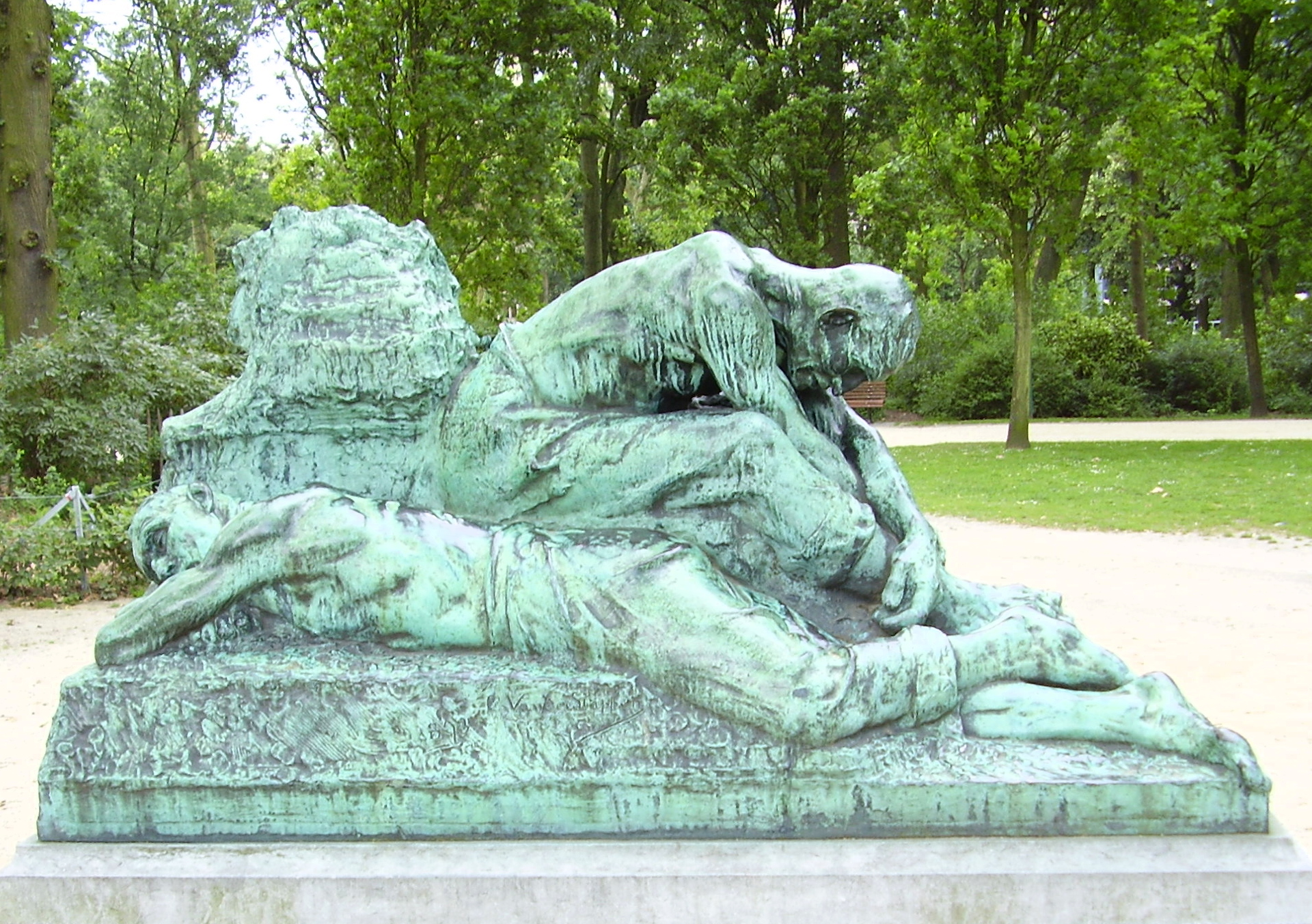
Городские Строители
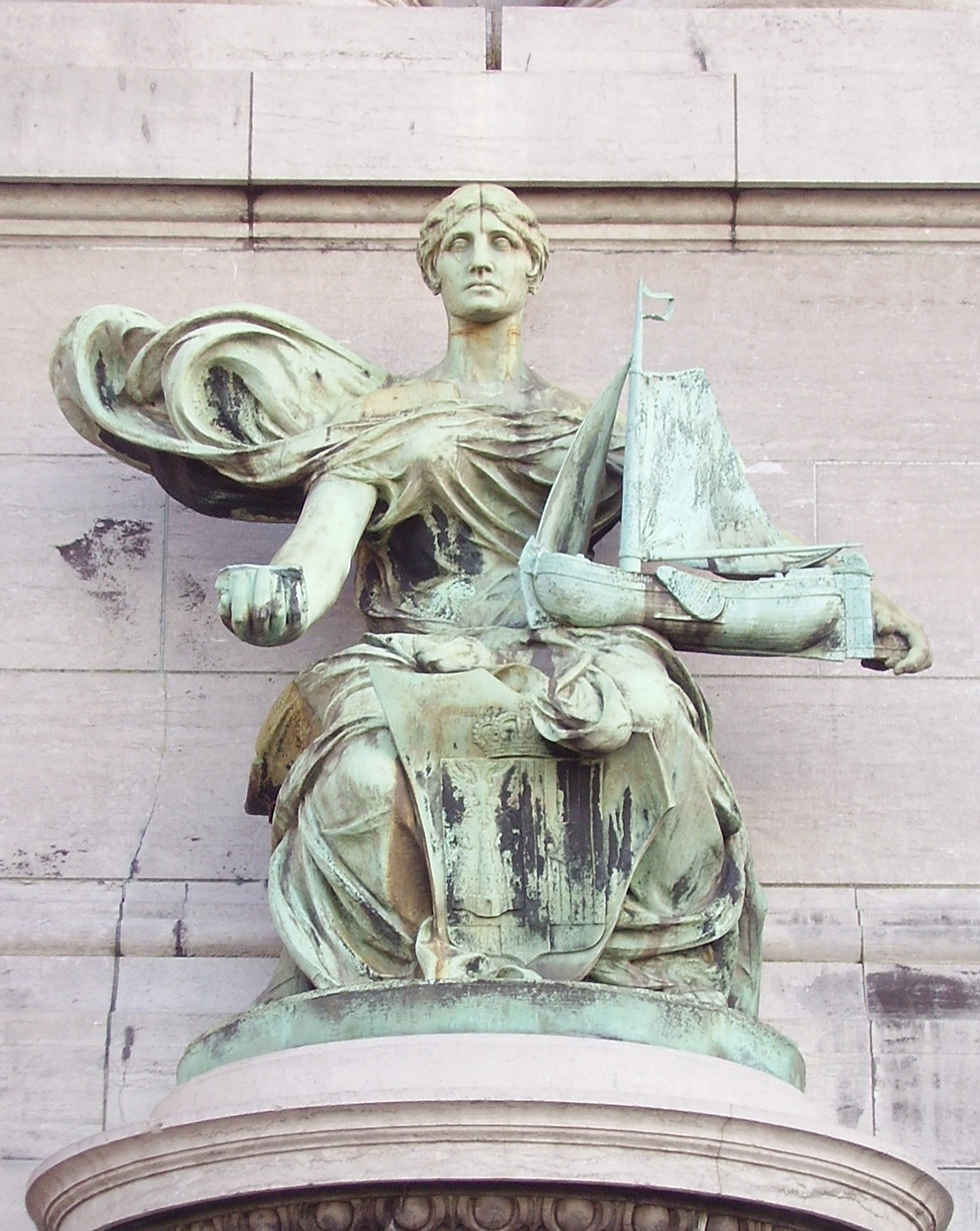
Фигура-аллегория Парка пятидесятилетия (Брюссель)
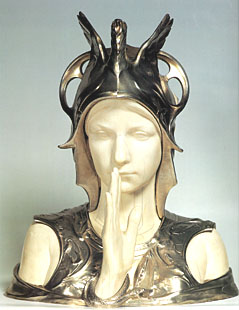
Загадочный Сфинкс 1897, слоновая кость, бронза (Королевские музеи изящных искусств (Брюссель)
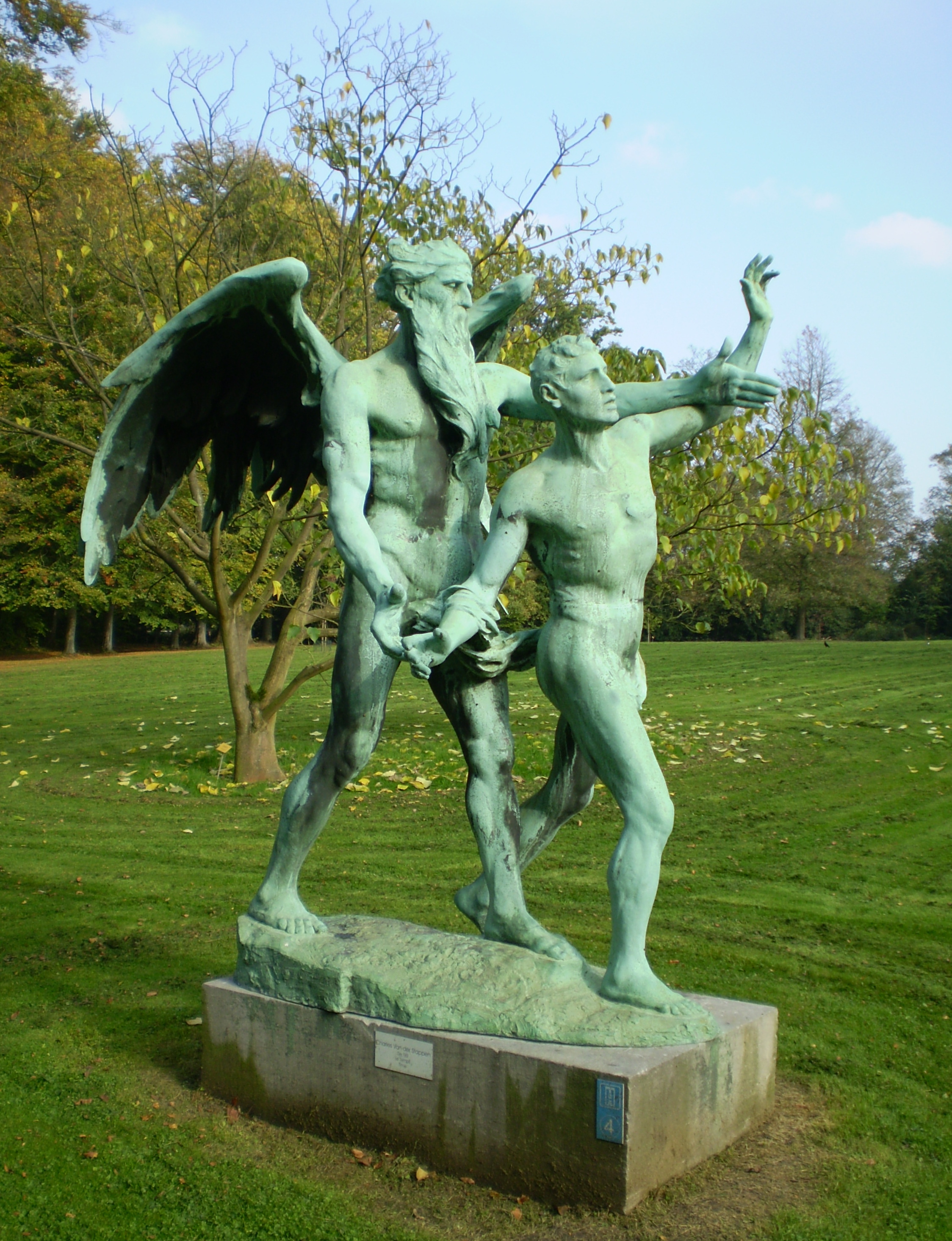
Аллегория Время, бронза (Ботанический сад Брюсселя)